# Alice Mills
Alice Mary Mills OAM (* 23. Mai 1986 in Brisbane) ist eine ehemalige australische Schwimmerin.
Sie hatte sich auf die kurzen Freistil-, Schmetterlings- und Lagenstrecken spezialisiert. Während ihrer Karriere lebte und trainierte sie in Canberra.
Ihre erste Goldmedaille errang sie mit der australischen 4 × 100-m-Freistilstaffel bei den Commonwealth Games 2002 in Manchester. Bei den Weltmeisterschaften 2003 in Barcelona gewann sie drei Silbermedaillen über 50 m Freistil, 200 m Lagen und mit der 4 × 200-m-Freistilstaffel, sowie eine Bronzemedaille mit der 4 × 100-m-Freistilstaffel. Im Jahr darauf wurde sie bei den Olympischen Spielen 2004 in Athen mit der 4 × 100-m-Freistilstaffel Olympiasiegerin in neuer Weltrekordzeit und erhielt eine weitere Goldmedaille für ihren Vorlaufeinsatz in der 4 × 100-m-Lagenstaffel. Bei den Weltmeisterschaften 2005 in Montreal und bei den Commonwealth Games 2006 in Melbourne gewann sie mit der 4 × 100-m-Freistilstaffel wiederum Gold. Bei den Olympischen Sommerspielen 2008 in Peking gewann Mills mit der 4 × 100-m-Freistilstaffel die Bronzemedaille.
Für ihre Verdienste um den Sport als Goldmedaillengewinner bei den Olympischen Spielen 2004 in Athen wurde sie 2005 mit der Medaille des Order of Australia ausgezeichnet.